# Immanuel Mifsud
Immanuel Mifsud (12 de setembre de 1967, Paola, Malta) és un escriptor maltès de poesia i prosa. Va estar treballant un temps en la recerca del teatre. Ha escrit sis col·leccions d'històries curtes, sis col·leccions de poesia i també històries per a nens. El 2011 es va convertir en el primer escriptor maltès de guanyar el Premi Europeu de Literatura i en 2014 va ser nomenat membre de l'Orde del Mèrit de la República de Malta.

## Obres
prosa
- 1991: Stejjer ta' Nies Koroh (Històries de gent lletja)
- 1993: Il-Ktieb tas-Sibt Filgħaxija (El llibre per a la nit del dissabte)
- 1999: Il-Ktieb tal-Maħbubin Midruba (El llibre dels amants mutilats)
- 2002: L-Istejjer Strambi ta' Sara Sue Sammut (Les Històries estranyes de Sara Sue Sammut)
- 2005: Kimika (Química)
- 2006: Happy Weekend (En anglès)

Poesia
- 1998: Fid-Dar ta' Clara (A casa de Clara)
- 2001: Il-Ktieb tar-Riħ u l-Fjuri (El llibre de l'aire i les flors)
- 2004: Polska-Slovensko (bilingüe, maltes-anglès)
- 2005: km (bilingüe, maltes-anglès)
- 2005: Confidential Reports (En anglés)
- 2007: Poland Pictures (En anglès)

Literatura per a infants
- 2004: Stejjer li Kibru fl-Art (Històries que nàixen del sòl)